# Färgaryds distrikt
Färgaryds distrikt är ett distrikt i Hylte kommun och Hallands län. Distriktet ligger omkring Hyltebruk i västra Småland. 

## Tidigare administrativ tillhörighet
Distriktet inrättades 2016 och utgörs av socknen Färgaryd i Hylte kommun.
Området motsvarar den omfattning Färgaryds församling hade 1999/2000.

## Tätorter och småorter
I Färgaryds distrikt finns en tätort men inga småorter.

### Tätorter
- Hyltebruk